# Opius esquinasensis
Opius esquinasensis är en stekelart som beskrevs av Fischer 2001. Opius esquinasensis ingår i släktet Opius och familjen bracksteklar. Inga underarter finns listade i Catalogue of Life.